# 1341
Portal Geschichte | Portal Biografien | Aktuelle Ereignisse | Jahreskalender | Tagesartikel

◄ |
13. Jahrhundert |
14. Jahrhundert
| 15. Jahrhundert | ►

◄ |
1310er |
1320er |
1330er |
1340er
| 1350er | 1360er | 1370er | ►

◄◄ |
◄ |
1337 |
1338 |
1339 |
1340 |
1341
| 1342 | 1343 | 1344 | 1345 | ► | ►►
Staatsoberhäupter  · Nekrolog
| Januar | Januar | Januar | Januar | Januar | Januar | Januar | Januar |
| Kw     | Mo     | Di     | Mi     | Do     | Fr     | Sa     | So     |
| 1      | 1      | 2      | 3      | 4      | 5      | 6      | 7      |
| 2      | 8      | 9      | 10     | 11     | 12     | 13     | 14     |
| 3      | 15     | 16     | 17     | 18     | 19     | 20     | 21     |
| 4      | 22     | 23     | 24     | 25     | 26     | 27     | 28     |
| 5      | 29     | 30     | 31     |        |        |        |        |
| ------ | ------ | ------ | ------ | ------ | ------ | ------ | ------ |

| Februar | Februar | Februar | Februar | Februar | Februar | Februar | Februar |
| Kw      | Mo      | Di      | Mi      | Do      | Fr      | Sa      | So      |
| 5       |         |         |         | 1       | 2       | 3       | 4       |
| 6       | 5       | 6       | 7       | 8       | 9       | 10      | 11      |
| 7       | 12      | 13      | 14      | 15      | 16      | 17      | 18      |
| 8       | 19      | 20      | 21      | 22      | 23      | 24      | 25      |
| 9       | 26      | 27      | 28      |         |         |         |         |
| ------- | ------- | ------- | ------- | ------- | ------- | ------- | ------- |

| März | März | März | März | März | März | März | März |
| Kw   | Mo   | Di   | Mi   | Do   | Fr   | Sa   | So   |
| 9    |      |      |      | 1    | 2    | 3    | 4    |
| 10   | 5    | 6    | 7    | 8    | 9    | 10   | 11   |
| 11   | 12   | 13   | 14   | 15   | 16   | 17   | 18   |
| 12   | 19   | 20   | 21   | 22   | 23   | 24   | 25   |
| 13   | 26   | 27   | 28   | 29   | 30   | 31   |      |
| ---- | ---- | ---- | ---- | ---- | ---- | ---- | ---- |

| April | April | April | April | April | April | April | April |
| Kw    | Mo    | Di    | Mi    | Do    | Fr    | Sa    | So    |
| 13    |       |       |       |       |       |       | 1     |
| 14    | 2     | 3     | 4     | 5     | 6     | 7     | 8     |
| 15    | 9     | 10    | 11    | 12    | 13    | 14    | 15    |
| 16    | 16    | 17    | 18    | 19    | 20    | 21    | 22    |
| 17    | 23    | 24    | 25    | 26    | 27    | 28    | 29    |
| 18    | 30    |       |       |       |       |       |       |
| ----- | ----- | ----- | ----- | ----- | ----- | ----- | ----- |

| Mai | Mai | Mai | Mai | Mai | Mai | Mai | Mai |
| Kw  | Mo  | Di  | Mi  | Do  | Fr  | Sa  | So  |
| 18  |     | 1   | 2   | 3   | 4   | 5   | 6   |
| 19  | 7   | 8   | 9   | 10  | 11  | 12  | 13  |
| 20  | 14  | 15  | 16  | 17  | 18  | 19  | 20  |
| 21  | 21  | 22  | 23  | 24  | 25  | 26  | 27  |
| 22  | 28  | 29  | 30  | 31  |     |     |     |
| --- | --- | --- | --- | --- | --- | --- | --- |

| Juni | Juni | Juni | Juni | Juni | Juni | Juni | Juni |
| Kw   | Mo   | Di   | Mi   | Do   | Fr   | Sa   | So   |
| 22   |      |      |      |      | 1    | 2    | 3    |
| 23   | 4    | 5    | 6    | 7    | 8    | 9    | 10   |
| 24   | 11   | 12   | 13   | 14   | 15   | 16   | 17   |
| 25   | 18   | 19   | 20   | 21   | 22   | 23   | 24   |
| 26   | 25   | 26   | 27   | 28   | 29   | 30   |      |
| ---- | ---- | ---- | ---- | ---- | ---- | ---- | ---- |

| Juli | Juli | Juli | Juli | Juli | Juli | Juli | Juli |
| Kw   | Mo   | Di   | Mi   | Do   | Fr   | Sa   | So   |
| 26   |      |      |      |      |      |      | 1    |
| 27   | 2    | 3    | 4    | 5    | 6    | 7    | 8    |
| 28   | 9    | 10   | 11   | 12   | 13   | 14   | 15   |
| 29   | 16   | 17   | 18   | 19   | 20   | 21   | 22   |
| 30   | 23   | 24   | 25   | 26   | 27   | 28   | 29   |
| 31   | 30   | 31   |      |      |      |      |      |
| ---- | ---- | ---- | ---- | ---- | ---- | ---- | ---- |

| August | August | August | August | August | August | August | August |
| Kw     | Mo     | Di     | Mi     | Do     | Fr     | Sa     | So     |
| 31     |        |        | 1      | 2      | 3      | 4      | 5      |
| 32     | 6      | 7      | 8      | 9      | 10     | 11     | 12     |
| 33     | 13     | 14     | 15     | 16     | 17     | 18     | 19     |
| 34     | 20     | 21     | 22     | 23     | 24     | 25     | 26     |
| 35     | 27     | 28     | 29     | 30     | 31     |        |        |
| ------ | ------ | ------ | ------ | ------ | ------ | ------ | ------ |

| September | September | September | September | September | September | September | September |
| Kw        | Mo        | Di        | Mi        | Do        | Fr        | Sa        | So        |
| 35        |           |           |           |           |           | 1         | 2         |
| 36        | 3         | 4         | 5         | 6         | 7         | 8         | 9         |
| 37        | 10        | 11        | 12        | 13        | 14        | 15        | 16        |
| 38        | 17        | 18        | 19        | 20        | 21        | 22        | 23        |
| 39        | 24        | 25        | 26        | 27        | 28        | 29        | 30        |
| --------- | --------- | --------- | --------- | --------- | --------- | --------- | --------- |

| Oktober | Oktober | Oktober | Oktober | Oktober | Oktober | Oktober | Oktober |
| Kw      | Mo      | Di      | Mi      | Do      | Fr      | Sa      | So      |
| 40      | 1       | 2       | 3       | 4       | 5       | 6       | 7       |
| 41      | 8       | 9       | 10      | 11      | 12      | 13      | 14      |
| 42      | 15      | 16      | 17      | 18      | 19      | 20      | 21      |
| 43      | 22      | 23      | 24      | 25      | 26      | 27      | 28      |
| 44      | 29      | 30      | 31      |         |         |         |         |
| ------- | ------- | ------- | ------- | ------- | ------- | ------- | ------- |

| November | November | November | November | November | November | November | November |
| Kw       | Mo       | Di       | Mi       | Do       | Fr       | Sa       | So       |
| 44       |          |          |          | 1        | 2        | 3        | 4        |
| 45       | 5        | 6        | 7        | 8        | 9        | 10       | 11       |
| 46       | 12       | 13       | 14       | 15       | 16       | 17       | 18       |
| 47       | 19       | 20       | 21       | 22       | 23       | 24       | 25       |
| 48       | 26       | 27       | 28       | 29       | 30       |          |          |
| -------- | -------- | -------- | -------- | -------- | -------- | -------- | -------- |

| Dezember | Dezember | Dezember | Dezember | Dezember | Dezember | Dezember | Dezember |
| Kw       | Mo       | Di       | Mi       | Do       | Fr       | Sa       | So       |
| 48       |          |          |          |          |          | 1        | 2        |
| 49       | 3        | 4        | 5        | 6        | 7        | 8        | 9        |
| 50       | 10       | 11       | 12       | 13       | 14       | 15       | 16       |
| 51       | 17       | 18       | 19       | 20       | 21       | 22       | 23       |
| 52       | 24       | 25       | 26       | 27       | 28       | 29       | 30       |
| 1        | 31       |          |          |          |          |          |          |
| -------- | -------- | -------- | -------- | -------- | -------- | -------- | -------- |

| Januar | Januar | Januar | Januar | Januar | Januar | Januar | Januar |
| Kw     | Mo     | Di     | Mi     | Do     | Fr     | Sa     | So     |
| 1      | 1      | 2      | 3      | 4      | 5      | 6      | 7      |
| 2      | 8      | 9      | 10     | 11     | 12     | 13     | 14     |
| 3      | 15     | 16     | 17     | 18     | 19     | 20     | 21     |
| 4      | 22     | 23     | 24     | 25     | 26     | 27     | 28     |
| 5      | 29     | 30     | 31     |        |        |        |        |
| ------ | ------ | ------ | ------ | ------ | ------ | ------ | ------ |

| Februar | Februar | Februar | Februar | Februar | Februar | Februar | Februar |
| Kw      | Mo      | Di      | Mi      | Do      | Fr      | Sa      | So      |
| 5       |         |         |         | 1       | 2       | 3       | 4       |
| 6       | 5       | 6       | 7       | 8       | 9       | 10      | 11      |
| 7       | 12      | 13      | 14      | 15      | 16      | 17      | 18      |
| 8       | 19      | 20      | 21      | 22      | 23      | 24      | 25      |
| 9       | 26      | 27      | 28      |         |         |         |         |
| ------- | ------- | ------- | ------- | ------- | ------- | ------- | ------- |

| März | März | März | März | März | März | März | März |
| Kw   | Mo   | Di   | Mi   | Do   | Fr   | Sa   | So   |
| 9    |      |      |      | 1    | 2    | 3    | 4    |
| 10   | 5    | 6    | 7    | 8    | 9    | 10   | 11   |
| 11   | 12   | 13   | 14   | 15   | 16   | 17   | 18   |
| 12   | 19   | 20   | 21   | 22   | 23   | 24   | 25   |
| 13   | 26   | 27   | 28   | 29   | 30   | 31   |      |
| ---- | ---- | ---- | ---- | ---- | ---- | ---- | ---- |

| April | April | April | April | April | April | April | April |
| Kw    | Mo    | Di    | Mi    | Do    | Fr    | Sa    | So    |
| 13    |       |       |       |       |       |       | 1     |
| 14    | 2     | 3     | 4     | 5     | 6     | 7     | 8     |
| 15    | 9     | 10    | 11    | 12    | 13    | 14    | 15    |
| 16    | 16    | 17    | 18    | 19    | 20    | 21    | 22    |
| 17    | 23    | 24    | 25    | 26    | 27    | 28    | 29    |
| 18    | 30    |       |       |       |       |       |       |
| ----- | ----- | ----- | ----- | ----- | ----- | ----- | ----- |

| Mai | Mai | Mai | Mai | Mai | Mai | Mai | Mai |
| Kw  | Mo  | Di  | Mi  | Do  | Fr  | Sa  | So  |
| 18  |     | 1   | 2   | 3   | 4   | 5   | 6   |
| 19  | 7   | 8   | 9   | 10  | 11  | 12  | 13  |
| 20  | 14  | 15  | 16  | 17  | 18  | 19  | 20  |
| 21  | 21  | 22  | 23  | 24  | 25  | 26  | 27  |
| 22  | 28  | 29  | 30  | 31  |     |     |     |
| --- | --- | --- | --- | --- | --- | --- | --- |

| Juni | Juni | Juni | Juni | Juni | Juni | Juni | Juni |
| Kw   | Mo   | Di   | Mi   | Do   | Fr   | Sa   | So   |
| 22   |      |      |      |      | 1    | 2    | 3    |
| 23   | 4    | 5    | 6    | 7    | 8    | 9    | 10   |
| 24   | 11   | 12   | 13   | 14   | 15   | 16   | 17   |
| 25   | 18   | 19   | 20   | 21   | 22   | 23   | 24   |
| 26   | 25   | 26   | 27   | 28   | 29   | 30   |      |
| ---- | ---- | ---- | ---- | ---- | ---- | ---- | ---- |

| Juli | Juli | Juli | Juli | Juli | Juli | Juli | Juli |
| Kw   | Mo   | Di   | Mi   | Do   | Fr   | Sa   | So   |
| 26   |      |      |      |      |      |      | 1    |
| 27   | 2    | 3    | 4    | 5    | 6    | 7    | 8    |
| 28   | 9    | 10   | 11   | 12   | 13   | 14   | 15   |
| 29   | 16   | 17   | 18   | 19   | 20   | 21   | 22   |
| 30   | 23   | 24   | 25   | 26   | 27   | 28   | 29   |
| 31   | 30   | 31   |      |      |      |      |      |
| ---- | ---- | ---- | ---- | ---- | ---- | ---- | ---- |

| August | August | August | August | August | August | August | August |
| Kw     | Mo     | Di     | Mi     | Do     | Fr     | Sa     | So     |
| 31     |        |        | 1      | 2      | 3      | 4      | 5      |
| 32     | 6      | 7      | 8      | 9      | 10     | 11     | 12     |
| 33     | 13     | 14     | 15     | 16     | 17     | 18     | 19     |
| 34     | 20     | 21     | 22     | 23     | 24     | 25     | 26     |
| 35     | 27     | 28     | 29     | 30     | 31     |        |        |
| ------ | ------ | ------ | ------ | ------ | ------ | ------ | ------ |

| September | September | September | September | September | September | September | September |
| Kw        | Mo        | Di        | Mi        | Do        | Fr        | Sa        | So        |
| 35        |           |           |           |           |           | 1         | 2         |
| 36        | 3         | 4         | 5         | 6         | 7         | 8         | 9         |
| 37        | 10        | 11        | 12        | 13        | 14        | 15        | 16        |
| 38        | 17        | 18        | 19        | 20        | 21        | 22        | 23        |
| 39        | 24        | 25        | 26        | 27        | 28        | 29        | 30        |
| --------- | --------- | --------- | --------- | --------- | --------- | --------- | --------- |

| Oktober | Oktober | Oktober | Oktober | Oktober | Oktober | Oktober | Oktober |
| Kw      | Mo      | Di      | Mi      | Do      | Fr      | Sa      | So      |
| 40      | 1       | 2       | 3       | 4       | 5       | 6       | 7       |
| 41      | 8       | 9       | 10      | 11      | 12      | 13      | 14      |
| 42      | 15      | 16      | 17      | 18      | 19      | 20      | 21      |
| 43      | 22      | 23      | 24      | 25      | 26      | 27      | 28      |
| 44      | 29      | 30      | 31      |         |         |         |         |
| ------- | ------- | ------- | ------- | ------- | ------- | ------- | ------- |

| November | November | November | November | November | November | November | November |
| Kw       | Mo       | Di       | Mi       | Do       | Fr       | Sa       | So       |
| 44       |          |          |          | 1        | 2        | 3        | 4        |
| 45       | 5        | 6        | 7        | 8        | 9        | 10       | 11       |
| 46       | 12       | 13       | 14       | 15       | 16       | 17       | 18       |
| 47       | 19       | 20       | 21       | 22       | 23       | 24       | 25       |
| 48       | 26       | 27       | 28       | 29       | 30       |          |          |
| -------- | -------- | -------- | -------- | -------- | -------- | -------- | -------- |

| Dezember | Dezember | Dezember | Dezember | Dezember | Dezember | Dezember | Dezember |
| Kw       | Mo       | Di       | Mi       | Do       | Fr       | Sa       | So       |
| 48       |          |          |          |          |          | 1        | 2        |
| 49       | 3        | 4        | 5        | 6        | 7        | 8        | 9        |
| 50       | 10       | 11       | 12       | 13       | 14       | 15       | 16       |
| 51       | 17       | 18       | 19       | 20       | 21       | 22       | 23       |
| 52       | 24       | 25       | 26       | 27       | 28       | 29       | 30       |
| 1        | 31       |          |          |          |          |          |          |
| -------- | -------- | -------- | -------- | -------- | -------- | -------- | -------- |

## Ereignisse

### Politik und Weltgeschehen

#### Hundertjähriger Krieg
- 24. Januar: Ludwig IV., der Bayer gibt das Bündnis mit Edward III. von England auf, wodurch es zu einem Bruch mit dem Kurverein von Rhense kommt, und schließt einen Freundschaftsvertrag mit Philipp VI. von Frankreich, von dem er sich eine Vermittlung mit der Kurie in Avignon erhofft.
- 30. April: Mit dem Tod Johanns III., Herzog der Bretagne, der keine Nachkommen hinterlässt, beginnt der Bretonische Erbfolgekrieg. Darin stehen sich Charles de Blois, der Johanns Nichte Johanna von Dreux geheiratet hat, und Johanns Halbbruder Johann von Montfort gegenüber. Da sich rasch abzeichnet, dass König Philipp VI. von Frankreich seinen Neffen Charles bevorzugt, eilt Johann in die Bretagne, um Fakten zu schaffen und die Herzogswürde für sich zu sichern. Im Mai lässt er sich in Nantes zum Herzog proklamieren, wobei ein großer Teil des bretonischen Adel und Klerus nicht erscheint. Anschließend versichert er sich der Unterstützung von Edward III. von England, dem er dafür seine Unterstützung im Krieg um den französischen Thron zusagt.
- Im Hundertjährigen Krieg wird ein Waffenstillstand geschlossen, der im Juni 1342 ausläuft.
- 7. September: Mit dem Erlass von Conflans erklärt Philipp VI. Johann von Montfort aller seiner Lehen verlustig und erhebt Karl von Blois zum Herzog der Bretagne.
- 14. bis 16. Oktober: Die Schlacht bei Champtoceaux wird zu einem Desaster für Jean de Montfort.
- Im November wird Johann von Montfort nach einer zweiwöchigen Belagerung Nantes’ von den Einwohnern der Stadt gezwungen, sich zu unterwerfen. Ihm wird sicheres Geleit geboten, um mit Karl von Blois in Verhandlungen zu treten, allerdings wird er nach deren Scheitern ins Gefängnis geworfen. Johanns Ehefrau Johanna von Flandern übernimmt daraufhin die Verteidigung seiner Ländereien. In den folgenden Monaten kann Blois mit seinen Truppen nahezu die gesamte Bretagne besetzen, bis schließlich nur noch Brest in der Hand der Montforts bleibt.
- König David II. kehrt aus seinem französischen Exil nach Schottland zurück.
- Das englische Parlament wird in ein Ober- und ein Unterhaus geteilt.

#### Osteuropa
- Der Moskauer Fürst Simeon aus der Dynastie der Rurikiden kehrt aus der Goldenen Horde zurück und besteigt den großfürstlichen Thron in Wladimir als Nachfolger von Iwan I.

#### Byzantinisches Reich
- 15. Juni: Nach dem Tod des byzantinischen Kaisers Andronikos III. beginnt der Byzantinische Bürgerkrieg um seine Nachfolge.

#### Afrika
- Mansa Suleyman wird König im Malireich der Malinke.

#### Stadtrechte und urkundliche Ersterwähnungen
- Wachenheim an der Weinstraße erhält Stadtrechte.
- Rüti bei Lyssach wird erstmals urkundlich erwähnt.

### Wirtschaft
- Lübeck erhält als erste deutsche Stadt das Recht der Goldmünzenprägung.
- In einer Chronik des Galvano Fiamma werden Schwerkraftmühlen im Zusammenhang mit dem Bau der Gewichtsräderuhren genannt.
- Eine Seidenzwirnmühle in Bologna erhält erstmals einen Wasserradantrieb.

### Wissenschaft und Technik
- Das Queen’s College der Universität Oxford wird gegründet.
- Konrad von Megenberg reist zum zweiten Mal im Auftrag seiner Studentennation in Paris an die Kurie in Avignon.

### Kultur
- 8. April: Francesco Petrarca wird auf dem Kapitol in Rom zum poeta laureatus gekrönt.

### Gesellschaft

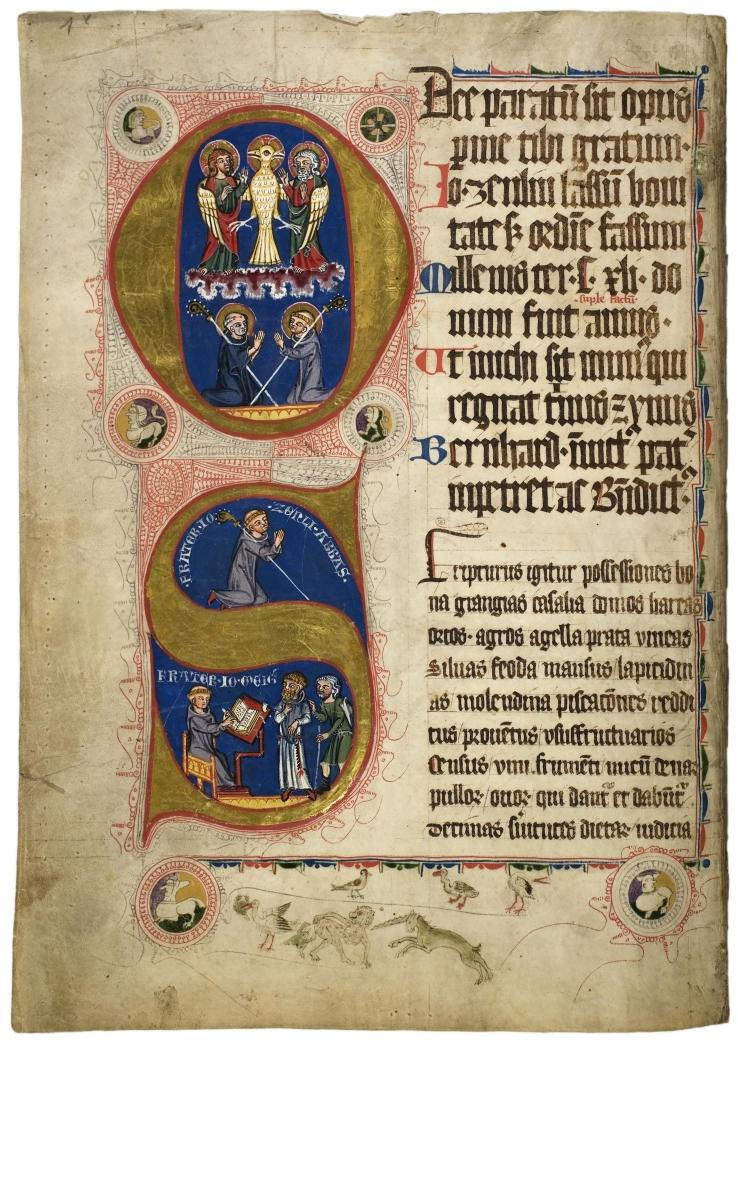
Titelblatt des Tennenbacher Güterbuches

- Das Tennenbacher Güterbuch wird gebunden. Es handelt sich um ein überwiegend in lateinischer Sprache geschriebenes, um 1317 vom Tennenbacher Mönch und späteren Abt Johannes Zenlin begonnenes Urbar, das Besitzrechte des Zisterzienserklosters Tennenbach bei Emmendingen verzeichnet.
- Karnevalsumzug in Köln erstmals erwähnt (geht auf die Verehrung einer Göttin der Schifffahrt und Fruchtbarkeit in spätrömischer Zeit zurück) (Stein, Kulturfahrplan)
- Der Uhrmacher Thiedemann seyghermaker erwirbt in Stralsund das Bürgerrecht.

### Religion
- 17. Juni: Gründung des Ermländer Stiftskapitel in Pierzchaly nahe Braniewo (Braunsberg) im Deutschen Orden
- Erstes hesychastisches Konzil in Konstantinopel bestätigt die Rechtgläubigkeit der Lehre des Gregor Palamas.

### Katastrophen
- Eine Flutkatastrophe zerstört den Hafen der indischen Stadt Muziris und führt deren Niedergang herbei. Gleichzeitig erfolgt der Aufschwung des nahegelegenen Kochi, das ein neues Hafenbecken erhält.

## Geboren

### Geburtsdatum gesichert
- 25. Februar: Ludwig von Meißen, Erzbischof und Kurfürst von Mainz († 1382)
- 5. Juni: Edmund of Langley († 1402)
- 10. November: Henry Percy († 1408)

### Genaues Geburtsdatum unbekannt
- Hermann II. von Hessen, Mitregent und später Landgraf von Hessen († 1413)
- Jean de Vienne, französischer Ritter und Admiral während des Hundertjährigen Krieges († 1396)
- Melchior von Braunschweig-Grubenhagen, Bischof von Osnabrück und Bischof von Schwerin († 1381)
- Qu You, chinesischer Schriftsteller († 1427)

### Geboren um 1341
- Friedrich III., König von Sizilien († 1377)

## Gestorben

### Januar bis Mai
- 19. Januar: al-Khāzin al-Baghdādī, islamischer Koranexeget (* 1279)
- 29. Januar: Louis I., Graf von Clemont und La Marche, Herzog von Bourbon  (* 1279)
- 1. März: Heinrich II. Bochholt, Bischof von Lübeck
- 22. März: Friedrich von Pernstein, Erzbischof von Riga (* um 1270)
- 10. April: Nanker, Bischof von Krakau und Breslau  (* um 1265/70)
- 15. April: Jean de Rossillon, Bischof von Lausanne
- 30. April: Johann III. der Gute, Herzog der Bretagne (* 1286)
- 30. Mai: Siger von Courtrai, Scholastiker (* um 1283)

### Juni bis Dezember
- Juni: Al-Malik an-Nasir Muhammad, Sultan der Mamelucken (* 1284)
- 11. Juni: Bolko II., Herzog von Schweidnitz und Münsterberg  (* um 1300)
- 15. Juni: Andronikos III., Kaiser von Byzanz (* 1297)
- 19. Juni: Juliana von Falconieri, Ordensgründerin der Servitinnen (* um 1270)
- 29. Juni: Bruno Warendorp, Lübecker Bürgermeister (* um 1255)
- 10. August: Eleonore von Anjou, Königin von Sizilien (* 1289)
- 28. August: Leon V., König von Armenien (* 1309)
- Oktober: Dietrich von Altenburg, Hochmeister des Deutschen Ordens
- 3. Oktober: Margrethe Eriksdatter von Dänemark, Königin von Schweden (* 1277)
- Dezember: Gediminas, Großfürst von Litauen (* um 1275)

### Genaues Todesdatum unbekannt
- Bernhard V. zur Lippe, Fürstbischof von Paderborn (* 1277)
- Iwan I., Fürst von Moskau (* 1288)
- al-Mansur Abu Bakr, Sultan der Mamluken (* 1321)
- Kunga Legpe Chungne Gyeltshen Pel Sangpo, Person des tibetischen Buddhismus (* 1308)
- Al-Mizzī, islamischer Traditionarier und Jurist der schafiitischen Rechtsschule (* 1256)
- John Maltravers, englischer Ritter (* 1266)
- Ulrich II., Graf von Beilstein